# Reading Street
Reading Street – osada w Anglii, w hrabstwie Kent, w dystrykcie Ashford. Leży 30 km na południowy wschód od miasta Maidstone i 80 km na południowy wschód od centrum Londynu.